# Liste der Tomatensorten/Z
Erläuterungen und Quellen: Siehe Hauptartikel!
| Tomatensorte                                                                                                | Bild | Beschreibung | Quellen                      |
| --- | ---- | --- | ---------------------------- |
| Z 1009 |      | | g, h                         |
| Z 23 |      | | c                            |
| Z21 |      | | c                            |
| Zabava |      | Züchter: Nastenko Nataliya Viktorovna, Kachajnik Vladimir Georgievich, Gul'Kin Mihail Nikolaevich | j                            |
| Zabel |      | Züchter: Zeta Seeds, S.L. | j                            |
| Zacatepec 87                                                                                                |      | | j                            |
| Zacatipan                                                                                                   |      | | c, d                         |
| Zadar Fleisch                                                                                               |      | | n                            |
| Zadavaka |      | Züchter: Panchev Yurij Ivanovich, Panchev Yurij Yurievich, Tarasov Yurij Dmitrievich | j                            |
| Zade Wilson                                                                                                 |      | | c, d                         |
| Zadenna |      | Züchter: Gabriel M. Van Der Harg | j, o                         |
| Zadurella                                                                                                   |      | Züchter: Vilmorin Sa (Fr) | j                            |
| Zaferim |      | | j                            |
| Zafiro |      | Züchter: Western Seed Espana S.A. | j, o                         |
| Zafra |      | Züchter: Hm Clause Inc (Us) | j                            |
| Zagadka |      | Züchter: Kachajnik Vladimir Georgievich, Kandoba Aleksej Viktorovich | c, d, j, o                   |
| Zagadka Doliny Roz                                                                                          |      | | c, d                         |
| Zagadka Prirody                                                                                             |      | Züchter: Ugarova Svetlana Viktorovna, Dederko Vladimir Nikolaevich, Postnikova Tatiyana Nikolaevna | c, d, j                      |
| Zagala |      | Züchter: Zeta Seeds, S.L. | j, o                         |
| Zagaro |      | Züchter: Nirit Seeds Ltd (Il) | j                            |
| Zagloba |      | Züchter: Plantico Hodowla I Nasiennictwo Ogrodnicze Zielonki Sp. Z O.O. | j                            |
| Zagor |      | | j                            |
| Zagreb Fleisch                                                                                              |      | | n                            |
| Zagreb Salat                                                                                                |      | | n                            |
| Zagrebacka Rana                                                                                             |      | Züchter: Agronomski Fakultet Sveucilišta U Zagrebu, Zavod Za Povrcarstvo (Hr) | j                            |
| Zahar |      | Züchter: Tarasov Yurij Dmitrievich | j                            |
| Zahara |      | | j                            |
| Zahide |      | | j                            |
| Zahira |      | Züchter: Hazera Genetics | j, o                         |
| Zahnrad (oder: Gezahnte Bührer Keel. Gezahnte Stabtomate. Zapotec Pleated. Zapotek Pleated. Tomate Charnue) |      | Typ: Stabtomate. Fruchtgewicht: 100 bis 500 g. Züchter: Domaine Public (Fr) | b, c, d, e, f, g, h, j, k, n |
| Zahori |      | Züchter: Zeta Seeds, S.L. | j, o                         |
| Zähringer Alb-Tomate                                                                                        |      | | f                            |
| Zaida |      | Züchter: Zeta Seeds, S.L. | j                            |
| Zain40 |      | | j                            |
| Zakasnoi 280                                                                                                |      | | g, h                         |
| Zakopane |      | | c, d, e, g, h, n             |
| Zakopane X Brown Flesh                                                                                      |      | | g, h                         |
| Zakynthos                                                                                                   |      | Züchter: Hao-Demeter Vine, Fruit Trees And Vegetable Research Institute | j                            |
| Zalais Pipertomats                                                                                          |      | | d                            |
| Zalais Popertomats                                                                                          |      | | c                            |
| Zalaque |      | Züchter: Zeta Seeds, S.L. | j, o                         |
| Zambra |      | Züchter: Semillas Fito, S.A. | j, o                         |
| Zámcan |      | | j                            |
| Zamok Shartr                                                                                                |      | | d                            |
| Zamorano |      | | d                            |
| Zamzam |      | Züchter: Syngenta Seeds B.V. | j                            |
| Zana |      | | c, d                         |
| Zandra |      | | j, o                         |
| Zangeriya                                                                                                   |      | | j                            |
| Zao Que Zhuan Fan Que                                                                                       |      | | c                            |
| Zaofen |      | | b, c, e, g, h                |
| Zapata |      | Züchter: Western Seed (Nl) | j, o                         |
| Zapateco |      | | o                            |
| Zapotec (oder: Zapateco)                                                                                    |      | | d, f, j                      |
| Zapotec Jaune                                                                                               |      | | c                            |
| Zapotec Oaxacan Ribbed                                                                                      |      | | c, d                         |
| Zapotec Pink Pleated                                                                                        |      | | d                            |
| Zapotec Pink Ribbed                                                                                         |      | | c, d                         |
| Zara |      | Züchter: Golden West Seed Co. Inc. | j                            |
| Zaralto |      | | j, o                         |
| Zardo |      | | c                            |
| Zarenglocke                                                                                                 |      | | c                            |
| Zarevo |      | Züchter: Panchev Yurij Ivanovich | j                            |
| Zaria |      | | c, g, h                      |
| Zarianka |      | | e                            |
| Zarina |      | Züchter: Zeraim Gedera Ltd. | j, o                         |
| Zarnitsa |      | | c, d                         |
| Zarnitza |      | | k                            |
| Zaroten |      | | j                            |
| Zarskij Ljubimez                                                                                            |      | | c                            |
| Zarte |      | | c                            |
| Zarya Podmoskoviya                                                                                          |      | Züchter: Kozak Vladimir Ivanovich | j                            |
| Zarya Vostoka                                                                                               |      | Züchter: Kuzmitskaya Galina Antonievna, Kustlivyj Anatolij Aleksandrovich, Smagina Galina Vasilievna | j                            |
| Zaryana |      | Züchter: Gavrish Sergej Fedorovich, Morev Viktor Vasilievich, Amcheslavskaya Elena Valentinovna, Volok Olga Anatolievna | j                            |
| Zaryanka |      | | c, d, f                      |
| Zasolochny                                                                                                  |      | | d                            |
| Zasolochny Delicacy                                                                                         |      | | c, e                         |
| Zastol'Nyj                                                                                                  |      | Züchter: Myazina Lyubov' Anatolievna | j                            |
| Zatara |      | | j                            |
| Zatterino                                                                                                   |      | | j                            |
| Zawadi |      | | j                            |
| Zayda |      | Züchter: Rijk Zwaan Zaadteelt En Zaadhandel B.V. | j                            |
| Zaydin |      | Züchter: Semillas Fito, S.A. | j, o                         |
| Zayno |      | Züchter: Rijk Zwaan Z.Z. B.V. | c, j, o                      |
| Zaza |      | | j                            |
| Zcz |      | Züchter: Gautier Semences S.A.S. | j, o                         |
| Zdorovyak                                                                                                   |      | Züchter: Nastenko Nataliya Viktorovna, Kachajnik Vladimir Georgievich, Kandoba Aleksej Viktorovich | j                            |
| Zea Sonnabend Peach                                                                                         |      | | c, d                         |
| Zea Sonnabend Red                                                                                           |      | | c, d                         |
| Zea Sonnabend White                                                                                         |      | | c, d, e, g, h                |
| Zeal |      | | j, o                         |
| Zealand |      | | j                            |
| Zebra |      | Züchter: De Ruiter Seeds B.V. | c, d, j                      |
| Zebra Cherry                                                                                                |      | | c, d                         |
| Zebra Gold                                                                                                  |      | | c                            |
| Zebra Heart                                                                                                 |      | | c, d                         |
| Zebra Indio                                                                                                 |      | | f                            |
| Zebra Mini Plum                                                                                             |      | | c                            |
| Zebra Picante                                                                                               |      | | c                            |
| Zebra Rita                                                                                                  |      | | c, d                         |
| Zebrino |      | Züchter: De Ruiter Seeds B.V. | a, c, f, j                   |
| Zeda's Pink                                                                                                 |      | | c, d                         |
| Zeffiro |      | | j                            |
| Zefir |      | | c, d                         |
| Zefir V Shokolade                                                                                           |      | Züchter: Hovrin Aleksandr Nikolaevich, Tereshonkova Tatiyana Arkadievna, Klimenko Nikolaj Nikolaevich, Kostenko Aleksandr Nikolaevich                                                                                      | j                            |
| Zehen-Reisetomate                                                                                           |      | | c, e, m                      |
| Zeina |      | | j                            |
| Zeke Dishman                                                                                                |      | | c, d                         |
| Zelenikovski                                                                                                |      | | c, d                         |
| Zelenushka                                                                                                  |      | Züchter: Ignatova Svetlana Ilyinichna, Gorshkova Nina Sergeevna, Tereshonkova Tatiyana Arkadievna | j                            |
| Zelig |      | | j                            |
| Zeltij Gigant (oder: Zeltij Giant)                                                                          |      | | f, n                         |
| Zeltye |      | | c, n                         |
| Zembra |      | | j                            |
| Zemer Kau                                                                                                   |      | | c, d                         |
| Zemfira |      | | j                            |
| Zemljak |      | | c                            |
| Zemlyak |      | | j                            |
| Zenit |      | Züchter: Guseva Lyudmila Ivanovna, Nikulaesh Mihail Dmitrievich, Myazina Lyubov' Anatolievna, Chavdar' Nina Semenovna, Sadykina Ekaterina Ivanovna                                                                         | j                            |
| Zenith |      | | j                            |
| Zephyr |      | | j                            |
| Zeplin |      | | j                            |
| Zeppelin |      | Züchter: Pioneer Hi-Bred Italia Servizi Agronomici Srl | j                            |
| Zerda |      | | j, o                         |
| Zerevo 109                                                                                                  |      | | g, h                         |
| Zero |      | Züchter: Lukiyanenko Anatolij Nikitovich, Dubinin Sergej Vladimirovich, Dubinina Irina Nikolaevna | j                            |
| Zest |      | | j, o                         |
| Zetyess |      | | f                            |
| Zeus |      | Züchter: Semillas Fito, S.A. | j                            |
| Zeus Sf-03                                                                                                  |      | | j                            |
| Zevat |      | | g, h                         |
| Zeyna |      | | j                            |
| Zeynep |      | | j                            |
| Zezarr |      | Züchter: Monsanto Holland B.V. | j, o                         |
| Zfw 738 |      | | j                            |
| Zg 0737 |      | | j                            |
| Zgw |      | Züchter: Gautier Semences S.A.S. | j, o                         |
| Zhadelo |      | Züchter: Verschave Philippe | j                            |
| Zhag 8810                                                                                                   |      | | j                            |
| Zhar |      | | c, d                         |
| Zhar Ptitsa                                                                                                 |      | Züchter: Mashtakov Aleksej Alekseevich, Mashtakova Anna Harlampievna, Dubinin Sergej Vladimirovich, Mashtakov Nikolaj Alekseevich                                                                                          | j, o                         |
| Zharok |      | Züchter: Rudikovskij Aleksandr Viktorovich | j                            |
| Zhavoronok                                                                                                  |      | Züchter: Pridnestrovskij Niiskh, 3300, G.Tiraspol, Ul.Mira, 50, Moldova | j, o                         |
| Zhavoronok F1                                                                                               |      | | j, o                         |
| Zhe Fen 202                                                                                                 |      | | j, o                         |
| Zhe Za 203                                                                                                  |      | | j, o                         |
| Zhe Za 204                                                                                                  |      | | j, o                         |
| Zhe Za 205                                                                                                  |      | | j, o                         |
| Zhefen |      | | c, d, k                      |
| Zhefen Short                                                                                                |      | | c, d, k                      |
| Zheleznaya Ledi                                                                                             |      | Züchter: Lukiyanenko Anatolij Nikitovich, Dubinin Sergej Vladimirovich, Dubinina Irina Nikolaevna | j                            |
| Zheltaya Raketa                                                                                             |      | Züchter: Kudryavtseva Galina Aleksandrovna, Fotev Yurij Valentinovich, Altunina Lyubov' Petrovna, Kotel'Nikova Marina Aleksandrovna, Kondakov Sergej Nikolaevich                                                           | j                            |
| Zheltaya Shapochka                                                                                          |      | Züchter: Maksimov Sergej Vasilievich, Klimenko Nikolaj Nikolaevich, Sergeev Vladimir Valerievich | j                            |
| Zheltoplodnyj                                                                                               |      | Züchter: Potapov Pavel Nikolaevich, Zizina Yana Fedorovna | j                            |
| Zheltyi Gigant                                                                                              |      | | d                            |
| Zheltyj Shar                                                                                                |      | Züchter: Gavrish Sergej Fedorovich, Morev Viktor Vasilievich, Amcheslavskaya Elena Valentinovna | j                            |
| Zheltyj Velikan                                                                                             |      | Züchter: Gavrish Sergej Fedorovich, Morev Viktor Vasilievich, Amcheslavskaya Elena Valentinovna, Degovtsova Tatiyana Vladimirovna, Volok Olga Anatolievna                                                                  | j                            |
| Zhemchuzhina Krasnaya                                                                                       |      | Züchter: Lukiyanenko Anatolij Nikitovich, Dubinin Sergej Vladimirovich, Dubinina Irina Nikolaevna | j                            |
| Zhemchuzhina Sibiri                                                                                         |      | Züchter: Kamanin Andrej Aleksandrovich, Galeev Rinat Raifovich | d, j                         |
| Zhemchuzhina Zheltaya                                                                                       |      | Züchter: Lukiyanenko Anatolij Nikitovich, Dubinin Sergej Vladimirovich, Dubinina Irina Nikolaevna | j                            |
| Zhemchuzhinka                                                                                               |      | Züchter: Andreeva Evgeniya Nikolaevna, Sysina Elena Artemievna, Nazina Sofiya Luisovna, Bogdanov Kirill Borisovich, Ushakova Mariya Ivanovna                                                                               | j                            |
| Zhen'Ka |      | Züchter: Tarasov Yurij Dmitrievich | j                            |
| Zheng Fen                                                                                                   |      | | j, o                         |
| Zhenushka                                                                                                   |      | Züchter: Lukiyanenko Anatolij Nikitovich, Dubinin Sergej Vladimirovich, Dubinina Irina Nikolaevna | j                            |
| Zheronimo                                                                                                   |      | Züchter: De Ruiter Seeds B.V., Leeuwenhoekweg 52, P.O. Box 1050, 2660 Bb, Bergschenhoek The Netherlands | j, o                         |
| Zhezha |      | | c, d, k                      |
| Zhigul |      | Züchter: Agapov Aleksandr Stepanovich, Alpatiev Aleksandr Vasilievich, Kondratieva Irina Yurievna, Alpatieva Lyudmila Aleksandrovna, Shcheglova Yuliya Nikolaevna                                                          | c, d, j                      |
| Zhiraf |      | Züchter: Gavrish Sergej Fedorovich, Morev Viktor Vasilievich, Amcheslavskaya Elena Valentinovna | d, j                         |
| Zhirdyaj |      | Züchter: Lukiyanenko Anatolij Nikitovich, Dubinin Sergej Vladimirovich, Dubinina Irina Nikolaevna | j                            |
| Zhong Shu No.6                                                                                              |      | | c, d                         |
| Zhong Za 101                                                                                                |      | | j, o                         |
| Zhong Za 105                                                                                                |      | | j, o                         |
| Zhong Za 108                                                                                                |      | | j, o                         |
| Zhongler |      | Züchter: Myazina Lyubov' Anatolievna | j                            |
| Zhongshu |      | | m                            |
| Zhorik-Obzhorik                                                                                             |      | Züchter: Kachajnik Vladimir Georgievich, Gul'Kin Mihail Nikolaevich, Karmanova Olga Alekseevna, Matyunina Svetlana Vladimirovna                                                                                            | j                            |
| Zhuan Hong Kiao                                                                                             |      | | b, c, f, n                   |
| Zhuli |      | | j                            |
| Zhuravlik                                                                                                   |      | Züchter: Sysina Elena Artemievna, Bartajya Vera Vladimirovna | j                            |
| Zhyoltoe Serdtse                                                                                            |      | Züchter: Ognev Valerij Vladimirovich, Korchagin Vladimir Vasilievich, Maksimov Sergej Vasilievich, Tereshonkova Tatiyana Arkadievna                                                                                        | j                            |
| Žiara Pk |      | | j                            |
| Zibaldo |      | | j, o                         |
| Zibibbo |      | Züchter: Nirit Seeds Ltd | j                            |
| Ziegenhorn                                                                                                  |      | | n                            |
| Zieglers Fleisch                                                                                            |      | Züchter: AUSTROSAAT. Österreichische Samenzucht- u. Handels-Aktiengesellschaft | c, d, j                      |
| Zigan |      | | d, g, h                      |
| Zimmertomate                                                                                                |      | | c                            |
| Zimnyaya Vishnya                                                                                            |      | Züchter: Ignatova Svetlana Ilyinichna, Gorshkova Nina Sergeevna, Tereshonkova Tatiyana Arkadievna | j                            |
| Zinac |      | Züchter: De Ruiter Seeds | j, o                         |
| Zinaida |      | Züchter: Tarasov Yurij Dmitrievich | j, o                         |
| Zinaida F1                                                                                                  |      | | j                            |
| Zindi |      | | j, o                         |
| Zinfandel                                                                                                   |      | | c, d                         |
| Zinger |      | | j, o                         |
| Zinkwazi |      | | j, o                         |
| Zinnia |      | | j                            |
| Zinovia |      | Züchter: Tomatech R&D Ltd, Israel | j                            |
| Zinulya |      | | d                            |
| Zip |      | Züchter: Olter Srl | j                            |
| Zipfeltomate                                                                                                |      | | c                            |
| Zircon |      | | j                            |
| Ziriri |      | | j                            |
| Zirve |      | | j                            |
| Zitronenriese                                                                                               |      | | c                            |
| Zitronentomate (oder: Zitrone)                                                                              |      | | c, n                         |
| Zitronentraube                                                                                              |      | | c                            |
| Zitrosa |      | | c, e, g, h                   |
| Zivago |      | | j, o                         |
| Zizel |      | Züchter: Golden West Seed Research Co. | j                            |
| Zlata |      | | j                            |
| Zlatava |      | | c, d, j, o                   |
| Zlatista |      | Züchter: Bistra Atanasova, Elena Balacheva, Chavdar Georgiev | j                            |
| Zlatka |      | | j                            |
| Zlatni Jubilej                                                                                              |      | Züchter: Institut Za Povrtarstvo, S. Palanka | j                            |
| Zlato |      | Züchter: Andreeva Evgeniya Nikolaevna, Nazina Sofiya Luisovna, Ushakova Mariya Ivanovna, Avakimova Laura Georgievna, Andreeva Anzhelika Nikolaevna                                                                         | j                            |
| Zlatova |      | | c                            |
| Zlatovlaska                                                                                                 |      | Züchter: Tereshonkova Tatiyana Arkadievna, Klimenko Nikolaj Nikolaevich, Kostenko Aleksandr Nikolaevich | j                            |
| Zlatozar |      | Züchter: Panchev Yurij Ivanovich, Panchev Yurij Yurievich, Tarasov Yurij Dmitrievich | j                            |
| Zleovo |      | | c, d                         |
| Zloty Deszcz (oder: Zloty Deshch)                                                                           |      | Züchter: Przedsiebiorstwo Nasiennictwa Ogrodniczego I Szkolkarstwa Spolka Akcyjna W Upadlosci Likwidacyjnej | j                            |
| Zloty Jubileusz                                                                                             |      | | g, h                         |
| Zloty Osarowski (oder: Zloty Ozarowski. Zloty Ožarowski)                                                    |      | Züchter: Przedsiebiorstwo Nasiennictwa Ogrodniczego I Szkolkarstwa W Ozarowie Mazowieckim Spolka Z O.O. | c, d, j                      |
| Zloty Ozarowski                                                                                             |      | | o                            |
| Zluta Kytice                                                                                                |      | | d                            |
| Zlutattytice                                                                                                |      | | c                            |
| Zm 04951 |      | | j                            |
| Zocka |      | | g, h                         |
| Zoco |      | Züchter: Zeta Seeds, S.L. | j, o                         |
| Zodiac |      | | j, o                         |
| Zoe |      | Züchter: Hazera Genetics Ltd (Il) | j                            |
| Zoele |      | Züchter: Hort Seed Mediterrani S.L. | j                            |
| Zofka |      | | j                            |
| Žofka |      | | j                            |
| Zogola |      | | c, d, k                      |
| Zogola Pear                                                                                                 |      | | c, d                         |
| Zohara |      | Züchter: Nirit Seeds Ltd (Il) | j                            |
| Zollingers Cherry                                                                                           |      | | c                            |
| Zolochenyj Belyash                                                                                          |      | Züchter: Dederko Vladimir Nikolaevich | j                            |
| Zolotaia Osen                                                                                               |      | Züchter: Pridnestrovskij Niiskh, 3300, G.Tiraspol, Ul.Mira, 50, Moldova | j, o                         |
| Zolotaia Oseni                                                                                              |      | | j, o                         |
| Zolotaya Andromeda                                                                                          |      | Züchter: Mashtakov Aleksej Alekseevich, Mashtakova Anna Harlampievna, Strel'Nikova Tamara Romanovna, Mashtakov Nikolaj Alekseevich                                                                                         | j                            |
| Zolotaya Businka                                                                                            |      | Züchter: Ignatova Svetlana Ilyinichna, Gorshkova Nina Sergeevna, Tereshonkova Tatiyana Arkadievna | j                            |
| Zolotaya Grozd                                                                                              |      | Züchter: Maksimov Sergej Vasilievich, Tereshonkova Tatiyana Arkadievna, Klimenko Nikolaj Nikolaevich | j                            |
| Zolotaya Iskra                                                                                              |      | Züchter: Ognev Valerij Vladimirovich, Hovrin Aleksandr Nikolaevich, Maksimov Sergej Vasilievich, Tereshonkova Tatiyana Arkadievna                                                                                          | j                            |
| Zolotaya Kanareyka                                                                                          |      | | d, e                         |
| Zolotaya Kist                                                                                               |      | Züchter: Lukiyanenko Anatolij Nikitovich, Dubinin Sergej Vladimirovich, Dubinina Irina Nikolaevna | c, j                         |
| Zolotaya Koroleva                                                                                           |      | | d                            |
| Zolotaya Pulya                                                                                              |      | Züchter: Panchev Yurij Ivanovich, Karbinskaya Elizaveta Naumovna | c, d, j                      |
| Zolotaya Rapsodiya                                                                                          |      | Züchter: Vinogradov Zosim Sergeevich, Stolpnikova Tamara Vladimirovna | d, j                         |
| Zolotaya Rybka                                                                                              |      | Züchter: Andreeva Evgeniya Nikolaevna, Sysina Elena Artemievna, Nazina Sofiya Luisovna, Bogdanov Kirill Borisovich, Ushakova Mariya Ivanovna                                                                               | d, j                         |
| Zolotaya Teshcha                                                                                            |      | Züchter: Myazina Lyubov' Anatolievna | j                            |
| Zolotnichok                                                                                                 |      | Züchter: Kozak Vladimir Ivanovich, Meshkov Aleksej Viktorovich, Pustovalova Svetlana Valentinovna | j                            |
| Zoloto Kubani                                                                                               |      | Züchter: Egiyan Madlena Egishevna, Goryajnova Olga Dmitrievna, Novikov Boris Nikolaevich | j                            |
| Zoloto Vostoka                                                                                              |      | Züchter: Ognev Valerij Vladimirovich, Hovrin Aleksandr Nikolaevich, Maksimov Sergej Vasilievich, Tereshonkova Tatiyana Arkadievna                                                                                          | j                            |
| Zolotoe Runo                                                                                                |      | Züchter: Ognev Valerij Vladimirovich, Maksimov Sergej Vasilievich, Klimenko Nikolaj Nikolaevich, Kostenko Aleksandr Nikolaevich                                                                                            | j                            |
| Zolotoe Serdtse                                                                                             |      | Züchter: Panchev Yurij Ivanovich | d, e, j                      |
| Zolotoj |      | Züchter: Lukiyanenko Anatolij Nikitovich, Dubinin Sergej Vladimirovich, Dubinina Irina Nikolaevna | j                            |
| Zolotoj Byk (oder: Zolotoy Byk)                                                                             |      | Züchter: Kononov Aleksandr Nikolaevich, Krasnikov Leonid Georgievich | d, j                         |
| Zolotoj Dozhd                                                                                               |      | Züchter: Pnos Przedsiebiorstwo Nasiennictwa Ogrodniczego I Szkolkarstwa 05 850 Ozarow Mazowiecki, Ul.Zeromskiego 3, Poland. Tereshonkova Tatiyana Arkadievna, Klimenko Nikolaj Nikolaevich, Kostenko Aleksandr Nikolaevich | j, o                         |
| Zolotoj Kenigsberg                                                                                          |      | | f                            |
| Zolotoj Ozharovskij                                                                                         |      | Züchter: Pnos Przedsiebiorstwo Nasiennictwa Ogrodniczego I Szkolkarstwa 05 850 Ozarow Mazowiecki, Ul.Zeromskiego 3, Poland                                                                                                 | j, o                         |
| Zolotoj Potok                                                                                               |      | Züchter: Gorshkova Nina Sergeevna, Hovrin Aleksandr Nikolaevich, Maksimov Sergej Vasilievich, Tereshonkova Tatiyana Arkadievna                                                                                             | j                            |
| Zolotoj Samorodok                                                                                           |      | Züchter: Nastenko Nataliya Viktorovna, Kachajnik Vladimir Georgievich, Gul'Kin Mihail Nikolaevich | f, g, h, j                   |
| Zolotoj Vek (oder: Zolotoy Vek)                                                                             |      | Züchter: Botyaeva Galina Viktorovna, Dederko Vladimir Nikolaevich, Postnikova Olga Valentinovna | d, j                         |
| Zolotoj Zhar                                                                                                |      | Züchter: Tarasov Yurij Dmitrievich | j                            |
| Zolotoy Korol (oder: Zolotoj Korol)                                                                         |      | Züchter: Kamanin Andrej Aleksandrovich | d, j                         |
| Zolottse |      | Züchter: Fotev Yurij Valentinovich, Kotel'Nikova Marina Aleksandrovna, Kondakov Sergej Nikolaevich | j                            |
| Zolottse Pancheva                                                                                           |      | Züchter: Panchev Yurij Ivanovich, Panchev Yurij Yurievich | j                            |
| Zolotye Kolokola                                                                                            |      | Züchter: Lukiyanenko Anatolij Nikitovich, Dubinin Sergej Vladimirovich, Dubinina Irina Nikolaevna | j                            |
| Zolotye Kupola                                                                                              |      | Züchter: Ugarova Svetlana Viktorovna, Dederko Vladimir Nikolaevich, Postnikova Tatiyana Nikolaevna | d, j                         |
| Zolotye Kupola Red                                                                                          |      | | d                            |
| Zolotye Yajtsa                                                                                              |      | Züchter: Dederko Vladimir Nikolaevich | j                            |
| Zolotyj Deshch                                                                                              |      | | j                            |
| Zólta Zebra Plaska (oder: Kozula #136)                                                                      |      | | e                            |
| Zoltano |      | Züchter: Rijk Zwaan B.V. | j                            |
| Zoltano F1                                                                                                  |      | | j, o                         |
| Zolushka |      | Züchter: Skvortsova Rufina Vasilievna, Gurkina Lyubov' Kirillovna, L'Vova Alina Yurievna | j                            |
| Zomok |      | Züchter: Zki, H | c, d, j                      |
| Zömök |      | | j                            |
| Zomu |      | | c, d                         |
| Zongshu |      | Züchter: Domaine Public (Fr) | c, e, g, h, j                |
| Zoom |      | Züchter: Golden West Seed Research Co. | j                            |
| Zopa |      | | j                            |
| Zorayda |      | Züchter: Enza Zaden Beheer B.V. | j, o                         |
| Zorba |      | Züchter: Isi Sementi Spa | j, o                         |
| Zore's Big Red                                                                                              |      | | c, d                         |
| Zorica's Croatian Bull Eye                                                                                  |      | | c, d                         |
| Zorile |      | | g, h                         |
| Zorka |      | Züchter: Uo Belorusskaia Gosudarstvennaia Selskokhoziajstvennaia Akademiia, 213410, Mogilevskaia Obl., G.Gorki, Ul.Michurina, 5, Belarus                                                                                   | j, o                         |
| Zorro |      | | j                            |
| Zorza |      | Züchter: Plantico Hodowla I Nasiennictwo Ogrodnicze Golebiew Sp. Z O.O. | c, d, j, n                   |
| Zorza Torunska                                                                                              |      | Züchter: Torseed Przedsiebiorstwo Nasiennictwa Ogrodniczego I Szkolkarstwa S.A. | j                            |
| Zorzal |      | Züchter: Zeta Seeds, S.L. | j, o                         |
| Zouk |      | Züchter: Syngenta Seeds, Nl | j                            |
| Zoylo |      | Züchter: Zeta Seeds, S.L. | j, o                         |
| Zozet |      | Züchter: Syngenta Seeds B.V. | j                            |
| Zs 502 |      | Züchter: Enza Zaden Beheer B.V. | j                            |
| Zs 847 |      | Züchter: Enza Zaden Beheer B.V. | j                            |
| Zscheltyi Delikatess                                                                                        |      | | m                            |
| Zucchello                                                                                                   |      | | j, o                         |
| Zuccherino                                                                                                  |      | Züchter: Cora Seeds S.R.L. | j                            |
| Zucchero |      | Züchter: Olter Srl | j                            |
| Zucchina Rampicante De Calabria                                                                             |      | | f, n                         |
| Zucker Kleinfrüchtige Rote                                                                                  |      | | c, g, h                      |
| Zuckerbusch                                                                                                 |      | | b, c, e, g, h, n             |
| Zuckerelefant                                                                                               |      | | c                            |
| Zuckertomate                                                                                                |      | | c, d, g, h                   |
| Zuckertraube                                                                                                |      | | m                            |
| Zulfia |      | Züchter: Rijk Zwaan Zaadteelt En Zaadhandel B.V. | j, o                         |
| Zulu |      | Züchter: Yuksel Seeds Ltd. | j                            |
| Zülüf |      | | j                            |
| Zumba |      | Züchter: Isi Sementi Spa | j                            |
| Zumoured |      | | j                            |
| Zumuruda |      | | j                            |
| Zunami |      | | c, m, n                      |
| Zurab |      | | c, d                         |
| Zürcher Original                                                                                            |      | | c, e, f                      |
| Zurita |      | Züchter: Zeta Seeds, S.L. | j, o                         |
| Zutakypis                                                                                                   |      | | c                            |
| Zvanyj Vecher                                                                                               |      | Züchter: Fotev Yurij Valentinovich, Kotel'Nikova Marina Aleksandrovna, Kondakov Sergej Nikolaevich | j                            |
| Zvezda |      | Züchter: Gorshkova Nina Sergeevna, Tarasenkov Ivan Illarionovich, Bekov Rustam Hizrievich | j                            |
| Zvezda Sibiri                                                                                               |      | Züchter: Gavrish Sergej Fedorovich, Kapustina Raisa Nikolaevna, Artemieva Galina Mihajlovna, Filimonova Yuliya Alekseevna, Redichkina Tatiyana Aleksandrovna, Kibanova Nataliya Alekseevna                                 | j                            |
| Zvezda Vostoka                                                                                              |      | Züchter: Hovrin Aleksandr Nikolaevich, Tereshonkova Tatiyana Arkadievna, Klimenko Nikolaj Nikolaevich, Kostenko Aleksandr Nikolaevich                                                                                      | j                            |
| Zvezdnyj Dozhd                                                                                              |      | Züchter: Ignatova Svetlana Ilyinichna, Gorshkova Nina Sergeevna, Tereshonkova Tatiyana Arkadievna, Chaukina Antonina Valentinovna                                                                                          | j                            |
| Zvezdochka                                                                                                  |      | Züchter: Ilienko Tamara Stepanovna, Kondratieva Irina Yurievna, Konovalenko Olga Vladimirovna | j                            |
| Zwaan's Augusta                                                                                             |      | | g, h                         |
| Zwart Heil Lekken                                                                                           |      | | c, d                         |
| Zwerg Israel (oder: Super Sweet)                                                                            |      | | c, d, e, g, h                |
| Zwergbirnchen                                                                                               |      | | e                            |
| Zwergenwunder                                                                                               |      | | c                            |
| Zwergtomate                                                                                                 |      | | n                            |
| Zypriotische Riesenfleischtomate                                                                            |      | | m                            |
| Zyrano |      | |                              |
| Zyryanka |      | Züchter: Kudryavtseva Galina Aleksandrovna, Fotev Yurij Valentinovich, Tropina Lidiya Platonovna | j                            |
| Zyska |      | Züchter: Torseed Przedsiebiorstwo Nasiennictwa Ogrodniczego I Szkolkarstwa S.A. | j                            |
| Zzz 176O V                                                                                                  |      | Züchter: Monsanto Vegetable Ip Management B.V. | j, o                         |
| Zzzchips |      | Züchter: Monsanto Vegetable Ip Management B.V. | j, o                         |
| Zzzphant |      | Züchter: Monsanto Vegetable Ip Management B.V. | j, o                         |
| Zzztrium |      | Züchter: Monsanto Vegetable Ip Management B.V. | j, o                         |